# Watten (comune)
Watten è un comune francese di 2 687 abitanti situato nel dipartimento del Nord nella regione dell'Alta Francia.
Nel territorio di Watten la Houlle confluisce nella Aa.

## Monumenti

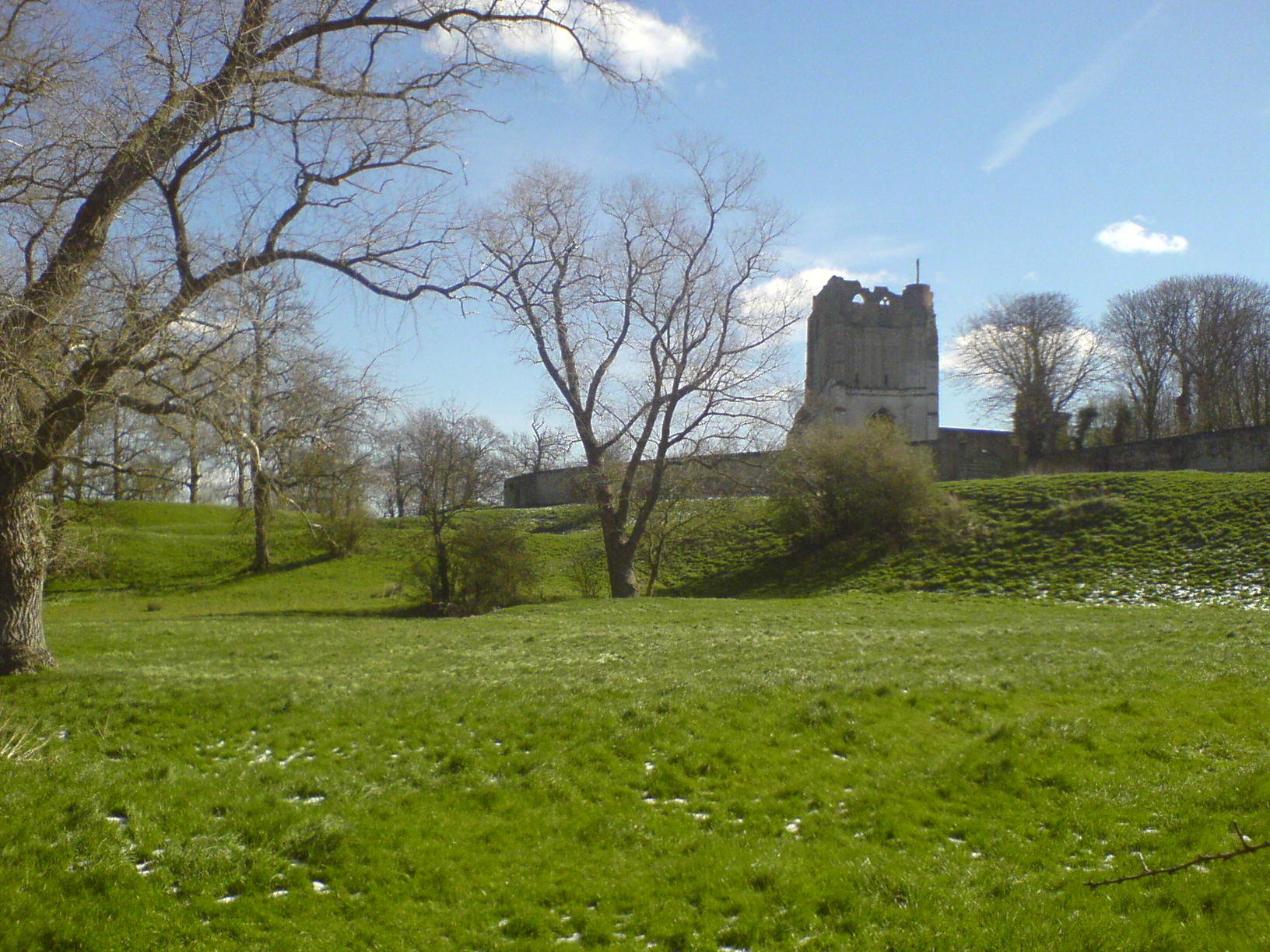
La torre dell'Abbazia di Notre Dame du Mont

Nel territorio di Watten fu fondata nel 1072, dai  Canonici regolari di Sant'Agostino, l'Abbazia di Notre Dame du Mont. Dal 1623 l'abbazia divenne un noviziato della Compagnia di Gesù e rimase tale fino a 1765, quando i gesuiti vennero sostituite da preti secolari, e quattro anni dopo venne recuperata dalla diocesi di Saint-Omer, per poi essere in gran parte distrutta. Oggi ne rimane solo l'antica torre, di proprietà comunale.
Con parte del materiale proveniente dall'abbazia, è stato costruito nel 1731 un mulino a vento, che ha funzionato fino al 1930. Completamente restaurato dal comune nel 1985, dal 1994, quando vi è stato installato un nuovo meccanismo, ha ripreso la sua funzione molitoria.

## Società

### Evoluzione demografica
Abitanti censiti